# Mont Froid
Il Mont Froid (o anche Montfroid) è una montagna delle Alpi Cozie di 2.822 m s.l.m. che si trova in Savoia, tra la Val Cenischia e il Vallone d'Ambin.

## Storia

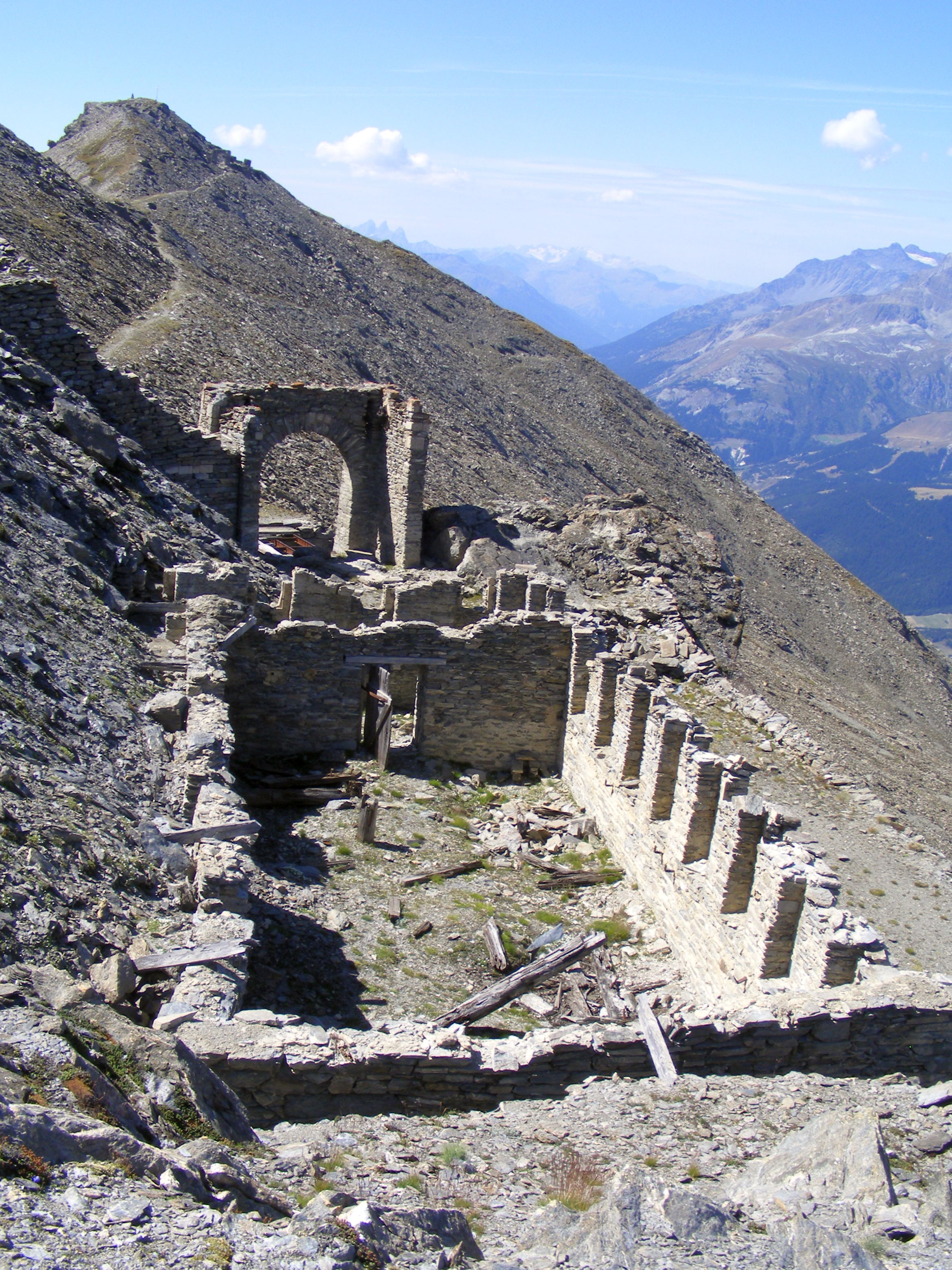
Il forte e, sullo sfondo, la cima del Monte Froid

Sulla montagna, che grazie alla sua posizione domina una vasta zona della conca del Moncenisio e del fondovalle della Alta Moriana, venne costruito a fine XIX secolo un imponente complesso di fortificazioni (Ouvrage du Mont-Froid). Il Mont Froid fu teatro di violenti scontri durante la Seconda Guerra mondiale: l'area era infatti uno dei punti strategici della Linea Maginot. In particolare nell'aprile del 1945 duri combattimenti contrapposero gli chasseurs alpins francesi alle truppe da montagna tedesche in quella che viene oggi ricordata come la Bataille du Mont-Froid.
La zona viene tuttora sporadicamente utilizzata dall'esercito francese per esercitazioni militari, in particolare durante l'inverno quando le truppe di montagna vi svolgono attività legate allo sci fuori pista e alla sopravvivenza in ambiente di alta quota. gg

## Descrizione

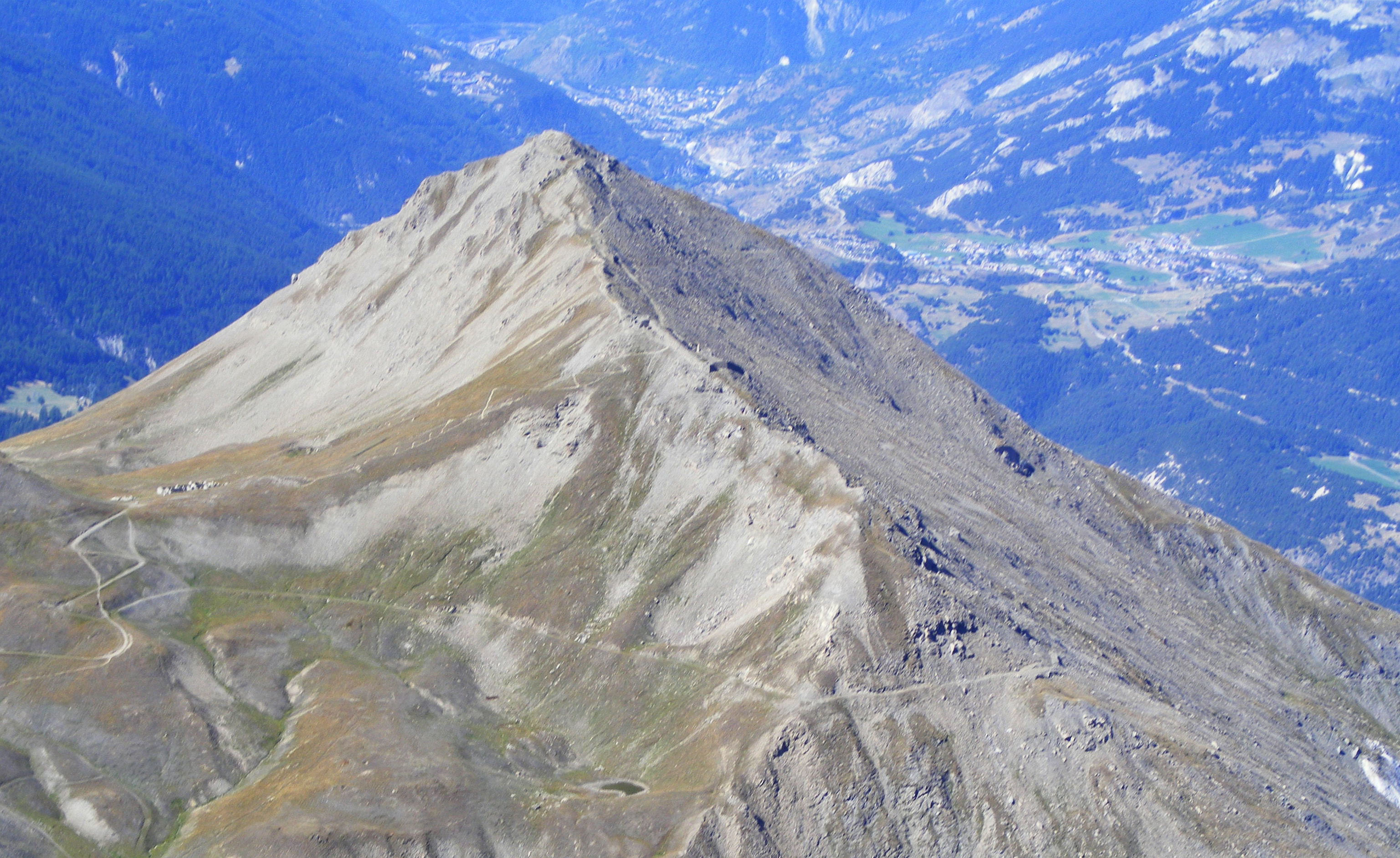
Vista dalla Punta Clairy

La montagna sorge a brevissima distanza dalla catena principale alpina, sul lato Valle dell'Arc. È collegata ad un cocuzzolo a quota 2.719 m posto sul al crinale principale da una breve cresta. Da questa elevazione lo spartiacque principale prosegue verso est con il Col de Sollières (2.639 m) e la Punta Clairy, e in direzione sud con il Col de Bellecombe (2.475 m) e l'omonima montagna. Il versante sud-orientale del Mont Froid è impervio e costituito di roccia poco attraente da un punto di vista alpinistico, mentre dagli altri lati la montagna è più facilmente accessibile. La cresta sommitale è in parte occupata da quanto rimane delle fortificazioni della Linea Maginot. La sua prominenza topografica è di 184 m.

## Geologia
Il Mont Froid è costituito da una massa di rocce scistose di colore nerastro sovrapposte ad un basamento di gesso.

## Accesso alla vetta

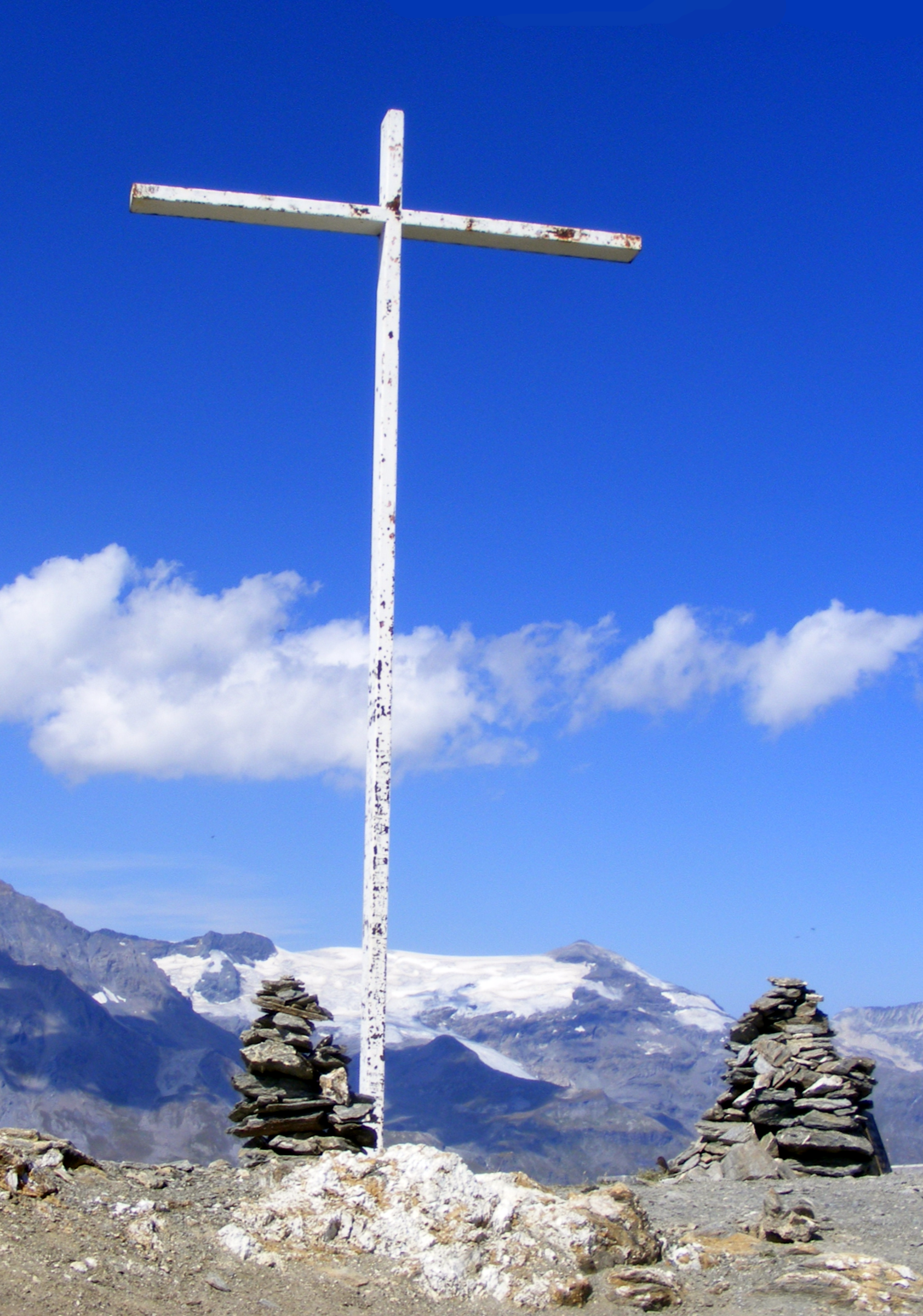
Croce di vetta

La cima può essere raggiunta partendo dal Colle del Piccolo Moncenisio con un percorso di tipo escursionistico di difficoltà E. La salita al Mont Froid, anche per il suo interesse storico, è piuttosto frequentata; può essere combinata con quella alla vicina Pointe de Bellecombe.

### Punti di appoggio
- Refuge du Petit Mont Cenis

### Cartografia
- Cartografia ufficiale francese, Institut géographique national (IGN).
- Istituto Geografico Centrale - Carta dei sentieri e dei rifugi scala 1:50.000 n. 2 Valli di Lanzo e Moncenisio